# مسجد محمدية
مسجد محمدية هو مسجد تاريخي يعود إلى عصر القاجاريون، ويقع في قزوين.